# Abraxas albispatiata
Abraxas albispatiata är en fjärilsart som beskrevs av Rayner 1909. Abraxas albispatiata ingår i släktet Abraxas och familjen mätare. Inga underarter finns listade i Catalogue of Life.